# Piotr Czaczka
Piotr Czaczka (ur. 15 stycznia 1958 w Czarnowąsach) – piłkarz ręczny, nauczyciel wychowania fizycznego, olimpijczyk z Moskwy 1980. 

W reprezentacji grał na pozycji obrotowego. Był dwukrotnym mistrzem Polski i zdobywcą pucharu Polski (w drużynie Śląska Wrocław). Na igrzyskach olimpijskich w Moskwie zajął 7 miejsce.
Był zawodnikiem Gwardii Opole i Śląska Wrocław. Obecnie trenuje sekcję piłki ręcznej Uniwersytetu Przyrodniczego we Wrocławiu.